# Иваньково (Шекшовское сельское поселение)
Иваньково — село в Гаврилово-Посадском районе Ивановской области России, входит в состав Шекшовского сельского поселения.

## География
Село расположено на берегу реки Ирмес в 11 км на юго-восток от центра поселения села Шекшово и в 12 км на юго-восток от райцентра города Гаврилов Посад близ автодороги 24Н-284 Суздаль — Гаврилов Посад.

## История
В 1813 году на средства прихожан была построена каменная церковь с колокольней. Престолов в церкви было два: в холодной — в честь Архистратига Божьего Михаила, в теплой трапезе — во имя Смоленской иконы Божьей Матери. В церкви хранились копии с метрических книг с 1792 года. В 1893 году приход состоял из села (91 двор) и деревни Прасковьиной. Всех дворов в приходе было 131, мужчин — 443, женщин — 460. В селе существовала школа грамотности.
В конце XIX — начале XX века село входило в состав Бородинской волости Суздальского уезда Владимирской губернии.
С 1929 года село входило в состав Подолецкого сельсовета Гаврилово-Посадского района, с 1954 года — в составе Шекшовского сельсовета, с 2005 года — в составе Шекшовского сельского поселения.

## Население
| 1859 | 1897 | 1905 | 2010 |
| ---- | ---- | ---- | ---- |
| 491  | ↗656 | ↗690 | ↘17  |

## Достопримечательности
В селе расположена недействующая Церковь Смоленской иконы Божией Матери (1813)